# Cyril J. Mockridge
Cyril John Mockridge (Londen, 6 augustus 1896 – Honolulu, 18 januari 1979) was een Brits-Amerikaans componist van filmmuziek.

## Levensloop
Mockridge volgde een opleiding als pianist aan de koninklijke muziekacademie in Londen. In 1922 emigreerde hij naar de Verenigde Staten. In de beginjaren van de geluidsfilm kreeg hij de eerste aanbiedingen in de filmindustrie. Hij werkte voor de filmstudio 20th Century Fox als arrangeur en componist. Vanaf 1959 werkte hij vooral voor televisie. Mockridge werd genomineerd voor een Oscar voor zijn muziek bij de film Guys and Dolls (1955). 

## Filmografie (selectie)
- 1934: The World Moves On
- 1934: Judge Priest
- 1936: Dimples
- 1936: Ladies in Love
- 1937: Wee Willie Winkie
- 1939: The Hound of the Baskervilles
- 1939: Susannah of the Mounties
- 1939: The Adventures of Sherlock Holmes
- 1939: The Little Princess
- 1940: Johnny Apollo
- 1940: The Mark of Zorro
- 1940: Lillian Russell
- 1940: Down Argentine Way
- 1941: I Wake Up Screaming
- 1942: Rings on Her Fingers
- 1942: A-Haunting We Will Go
- 1943: The Ox-Bow Incident
- 1943: Holy Matrimony
- 1944: In the Meantime, Darling
- 1946: My Darling Clementine
- 1946: Cluny Brown
- 1946: The Dark Corner
- 1947: Miracle on 34th Street
- 1947: Nightmare Alley
- 1949: I Was a Male War Bride
- 1950: Where the Sidewalk Ends
- 1950: American Guerrilla in the Philippines
- 1950: Cheaper by the Dozen
- 1951: The Frogmen
- 1951: Let's Make It Legal
- 1953: How to Marry a Millionaire
- 1954: River of No Return
- 1955: Guys and Dolls
- 1956: The Lieutenant Wore Skirts
- 1956: Bus Stop
- 1957: Will Success Spoil Rock Hunter?
- 1960: Wake Me When It's Over
- 1960: Flaming Star
- 1962: The Man Who Shot Liberty Valance
- 1963: Donovan's Reef